# Francisco López de Zárate
Pour les articles homonymes, voir Francisco López, López et Zárate.
Francisco López de Zárate  (1580-1658) était un poète espagnol du Siècle d'or.

## Biographie
Né à Logroño, il étudia le droit à l'Université de Salamanque, carrière qu'il abandonna pour voyager en Europe au service des armes. De retour à Madrid, il se dédia à la poésie sous le patronage de Rodrigo Calderón et de Pedro Mesía de Toledo. Il fut secrétaire d'État du duc de Lerme, et fut connu à la Cour sous le surnom de Chevalier à la Rose, en raison du sonnet qu'il dédia à cette fleur.

## Œuvre
- Poesias varias (1619), recueil de 19 poèmes de jeunesse, principalement sur le thème pastoral,
- Poema heroico de la invención de la Cruz (Madrid, 1648), poème admiré par Cervantes et qui lui donna sa renommée,
- Obras varias (Alcalá, 1651), réédition de ses poèmes de jeunesse additionnée de 260 nouvelles poésies,
- La tragédie Hércules Furente y Oeta.